# Klínatkovití
Klínatkovití (Gomphidae) jsou velmi rozsáhlá čeleď vážek s mnoha druhy po celém světě.

## Výskyt
Na celém světě existuje asi 952 druhů v 92 rodech. V Evropě se vyskytuje 12 druhů. V Česku žijí jen 4 druhy, které jsou nehojné nebo vzácné a ohrožované znečišťováním nebo mizením jejich biotopů. Dva druhy jsou chráněny zákonem jako silně ohrožený druh. Zatím v Česku nelze vyloučit, ani potvrdit, výskyt dalších 3 druhů klínatek, které se objevují v okolních státech (klínatka západní, klínatka žlutá a klínatka žlutořitná).

## Popis
Klínatky jsou středně velké vážky s dvoubarevným tělem se skvrnami. V Česku se dá snadno určit příslušnost těchto šídel k čeledi klínatkovití podle očí, které jsou od sebe vzdáleny natolik, že se nedotýkají. Ze šídel jsou jediné, které se na území Česka vyskytují s tímto znakem.